# Mu Shuangshuang
Mu Shuangshuang (* 1. Juli 1984) ist eine chinesische Gewichtheberin.

## Karriere
Bei den Weltmeisterschaften der Frauen im Gewichtheben in Doha wurde 2005 überraschenderweise von China die erst 20-jährige Mu Shuangshuang im Schwergewicht (über 75 kg Körpergewicht) eingesetzt. Sie lieferte der favorisierten Silbermedaillengewinnerin von den Olympischen Spielen 2004 in Athen Jang Mi-Ran aus Südkorea einen beherzten Kampf und unterlag dieser bei gleicher Zweikampf-Leistung von 300 kg wegen ihres höheren Körpergewichtes von 131,77 kg gegenüber 115,12 kg bei Jang. Es schien, als habe China in ihr schon die Nachfolgerin für die Olympiasiegerinnen Meiyuan Ding (2000) bzw. Gonghong Tang (2004) für die Olympischen Spiele 2008 in Peking gefunden. Bei den chinesischen Meisterschaften des Jahres 2006 enttäuschte Mu indes und belegte mit 285 kg im Zweikampf nur den fünften Platz.
Bis zur Weltmeisterschaft 2006 in Santo Domingo hatte sich Mu Shuangshuang jedoch in eine hervorragende Form gebracht und erreichte dort mit 136 kg im Reißen und 178 kg im Stoßen, insgesamt also 314 kg für die Zweikampfwertung die gleiche Leistung wie die Südkoreanerin Jang Mi-Ran, die im Reißen 135 kg und im Stoßen 179 kg bewältigt hatte. Jang Mi-Ran war mit 113,52 kg erheblich leichter als Mu Shuangshuang (130,91 kg) und wurde damit Weltmeisterin.
Auch bei der Weltmeisterschaft 2007 in Chiang Mai/Thailand  lieferten sich Mu Shuangshuang und Jang Mi-Ran wieder einen faszinierenden Zweikampf. Beide Athletinnen erreichten im Zweikampf die Weltrekordlast von 319 kg. Siegerin blieb aber wieder Jang Mi-Ran wegen ihres Körpergewichtsvorteils von fast 20 kg. Nachdem Mu im Reißen mit 139 kg zu 138 kg ein Kilogramm Vorsprung hatte, konnte Jang im Stoßen abwarten konnte, welche Last Mu bewältigte und dann nur 1 kg mehr als Mu stoßen musste. Dieses Vorhaben gelang Jang Mi-Ran mit 181 kg zu 180 kg von Mu.
| Personendaten    | Personendaten              |
| ---------------- | -------------------------- |
| NAME             | Mu Shuangshuang            |
| KURZBESCHREIBUNG | chinesische Gewichtheberin |
| GEBURTSDATUM     | 1. Juli 1984               |